# Jerry Heil
Я́на Алекса́ндровна Шема́ева (укр. Яна Олександрівна Шемаєва; род. 21 октября 1995, Васильков, Киевская область) — украинская певица и автор песен, более известная под псевдонимом Jerry Heil (укр. Джері Хейл). Стала известна как видеоблогер и кавер-исполнитель благодаря перепеванию песен мировых и украинских исполнителей. Большую популярность ей принесла авторская песня «Охрана, отмєна» из её дебютного студийного альбома «Я — Яна» (2019, название стилизовано как «#Я_ЯНА»).
Представительница Украины на песенном конкурсе «Евровидение-2024» в Мальмё совместно с Alyona Alyona, в финале заняли 3 место.

## Жизнь и творчество

### Ранние годы
Родилась 21 октября 1995 года в городе Васильков Киевской области. C раннего возраста начала заниматься музыкой, с 3 до 15 лет училась в музыкальной школе, затем — в Киевском институте музыки имени Рейнгольда Глиэра (отделение хорового дирижирования) и Национальной музыкальной академии Украины имени Петра Чайковского (которую бросила на втором курсе).
В 2022 году была зачислена в Музыкальный колледж Беркли в Бостоне (США).

### История псевдонима
Яна Шемаева называет историю возникновения псевдонима Jerry Heil немного глупой. Когда в 15-летнем возрасте она регистрировалась в соцсети «ВКонтакте», то указала вымышленное имя Jerry Mouse (от имени анимационного персонажа мультфильма «Том и Джерри», а именно мыши Джерри). Впоследствии слово mouse она заменила на понравившуюся американскую фамилию, которую увидела в интернете.

### Видеоблоги
С 2012 года Яна Шемаева снимала и публиковала различные видеоклипы, начиная от разговорных видео и блогов до музыкальных каверов. Она перепевала песни известных украинских и зарубежных исполнителей: Океан Ельзи, The Hardkiss, Twenty One Pilots, Kodaline и других. Лидер «Океана Эльзы» Святослав Вакарчук неоднократно публиковал у себя на страницах в социальных сетях её каверы на песни группы.

### 2016—2018: мини-альбом «Где мой дом»
В начале декабря 2016 года рок-группа «Arlett» выпустила сингл «Электрическая зима», в записи которого принимала участие и Джерри Хейл.
В 2017 году Хейл вместе с товарищем, с которым они играли в ресторане, решила создать группу. Позвав ещё двух своих знакомых, они начали репетировать в гараже в Киеве, куда она приезжала из Василькова. Группа быстро распалась. Тогда же Хейл тоже выступала сольно. На мероприятии организованном радио «Джем FM» она пела попурри, организаторам понравилось, и они пообещали взять в ротацию её актёрскую песню. Так появилась песня «Где мой дом». Появление трека подтолкнуло её к поиску саунд-продюсера. Вскоре она натолкнулась на страницу «Vidlik Records» в Facebook, на которую отправила черновики своих песен и впоследствии получила одобрительный ответ от основателей лейбла Евгения Филатова и Наты Жижченко . Именно на их лейбле 27 октября 2017 был издан дебютный миниальбом Гейл под названием «Где мой дом», в который вошли четыре песни: «Где мой дом», «Постель», «Небо» и «Надежда».
3 ноября 2018 года Хейл приняла участие в кастинге девятого сезона певческого шоу «X-Фактор», где она спела акапельно попурри из песен Олега Винника. Получив четыре «да» (согласие жюри на прохождение кандидата в следующий этап конкурса), она попала в тренировочный лагерь, который покинула после первого испытания. В тот же месяц Хейл представила новую песню «Кофе». 12 ноября 2018 состоялась премьера её дебютного клипа на песню «Постель», снятого клипмейкером Юрием Движоном, в котором снялся земляк певицы из Василькова, модель Дмитрий Топоринский.
В конце 2018 года Джерри написал саунд-продюсер Юрий Водолажский и предложил записать одну из её песен. Сотрудничество не сложилось, но Водолажский познакомил Яну с музыкантом и саунд-продюсером Романом Череновым, известным под псевдонимом Morphom. В канун Нового года Гейл из Morphom’om записали трек «Вечность».

### 2019—2024: альбом #Я_ЯНА и Евровидение-2024

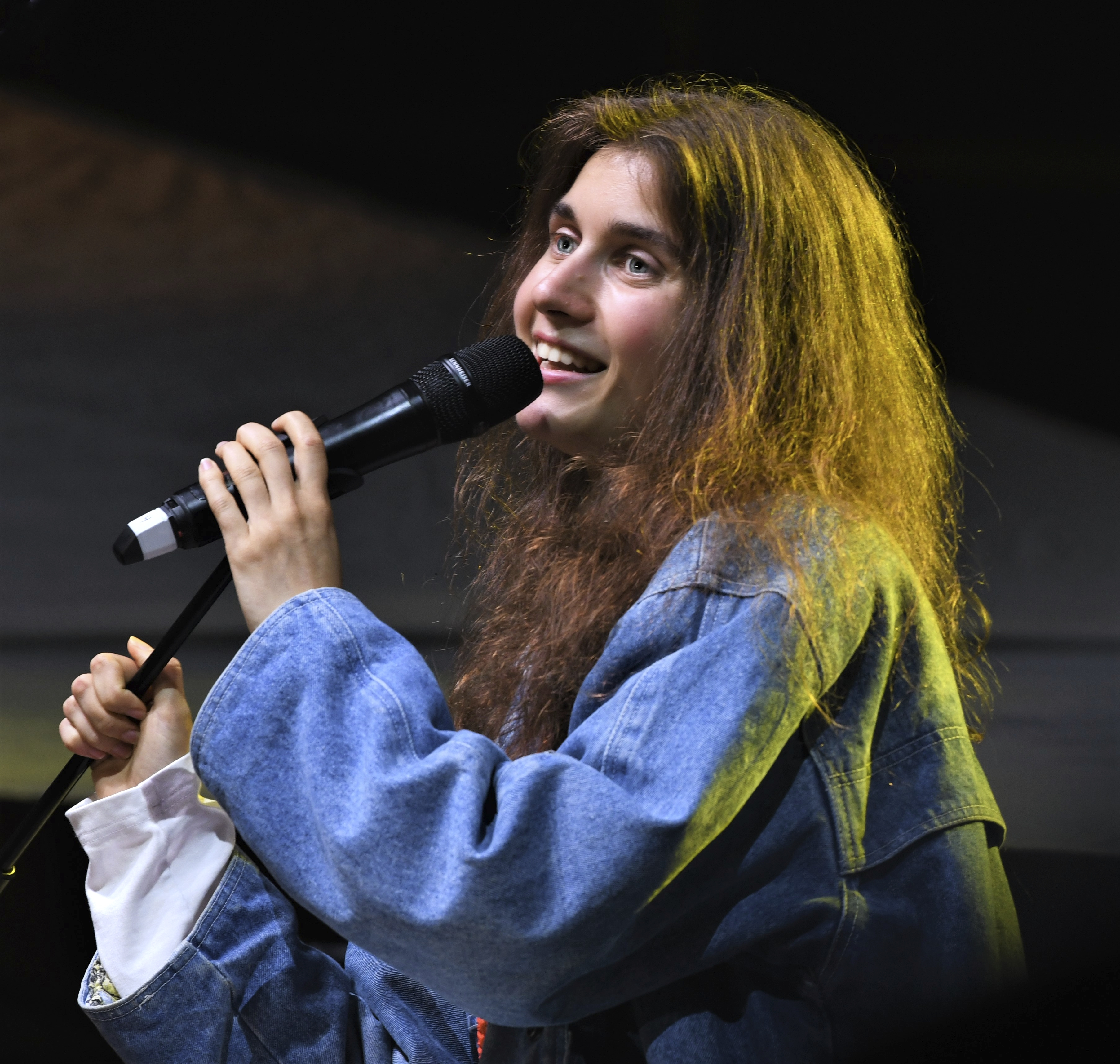
Jerry Heil на Ukrainian Bloor West Festival в Торонто, 2022 год

В начале марта 2019 года Яна опубликовала в Instagram отрывок песни «Охрана, отмєна», записанный совместно с Morph’ом. Трек набрал обороты в соцсети, где был перепет и распространён сотни раз, в частности певицами Настей Каменских и Верой Брежневой. 4 апреля 2019 года Джерри Хейл опубликовала лирик-видео и полную версию песни. В тот месяц вышла песня «Я не святая» Веры Брежневой, написанная в соавторстве Хейл и композитора Константина Меладзе. В июне она участвовала в записи песни «Мы одно» киевской группы Cloudless для их альбома «Маяк».
24 сентября 2019 года Джерри Хейл представила третью песню из дебютного альбома «Свободная касса» и музыкальное видео к ней. Уже через четыре дня на YouTube состоялась премьера альбома «#Я_ЯНА», в который вошло восемь композиций. На цифровых площадках премьера альбома состоялась 4 октября. В тот же день в киевском концертном зале Bel Etage состоялся первый сольный концерт Jerry Heil.
13 декабря 2019 года Джерри Хейл выпустила три песни и видеоработы к ним, а именно: «Рецепт салата „Невеста“», «Вечность» и «Моя детская мечта».
20 января 2020 года стало известно, что Хейл примет участие в Национальном отборе на «Евровидение-2020». Она выступила 8 февраля 2020 года в первом полуфинале отбора с англоязычной песней «Vegan» и прошла в финал. 22 февраля 2020 года в финале отбора она заняла последнее шестое место, получив самые низкие баллы от жюри и зрителей.
10 февраля 2020 года Яна представила песню «Небейби», ставшую саундтреком к четвёртому сезону реалити-шоу «От пацанки до барышни». Во время всеукраинского карантина, введённого из-за пандемии COVID-19, Хейл написала «антикарантинную» песню «Нина, донт стресс», премьера которой состоялась 7 апреля 2020. В лирик-видео к песне, кроме Джерри, снялись также её Instagram-подписчики, которые присоединились к прямой трансляции, во время которой она записывала песню.
6 июля 2022 года на Youtube канале Jerry Heil выходит песня #KUPALA совместно с украинской певицей alyona alyona и немецкой певицей Ela (Эльжбета Штайнмец). Трек имел огромный успех и около недели выдавался как рекомендуемый материал в трендах украинского Youtube

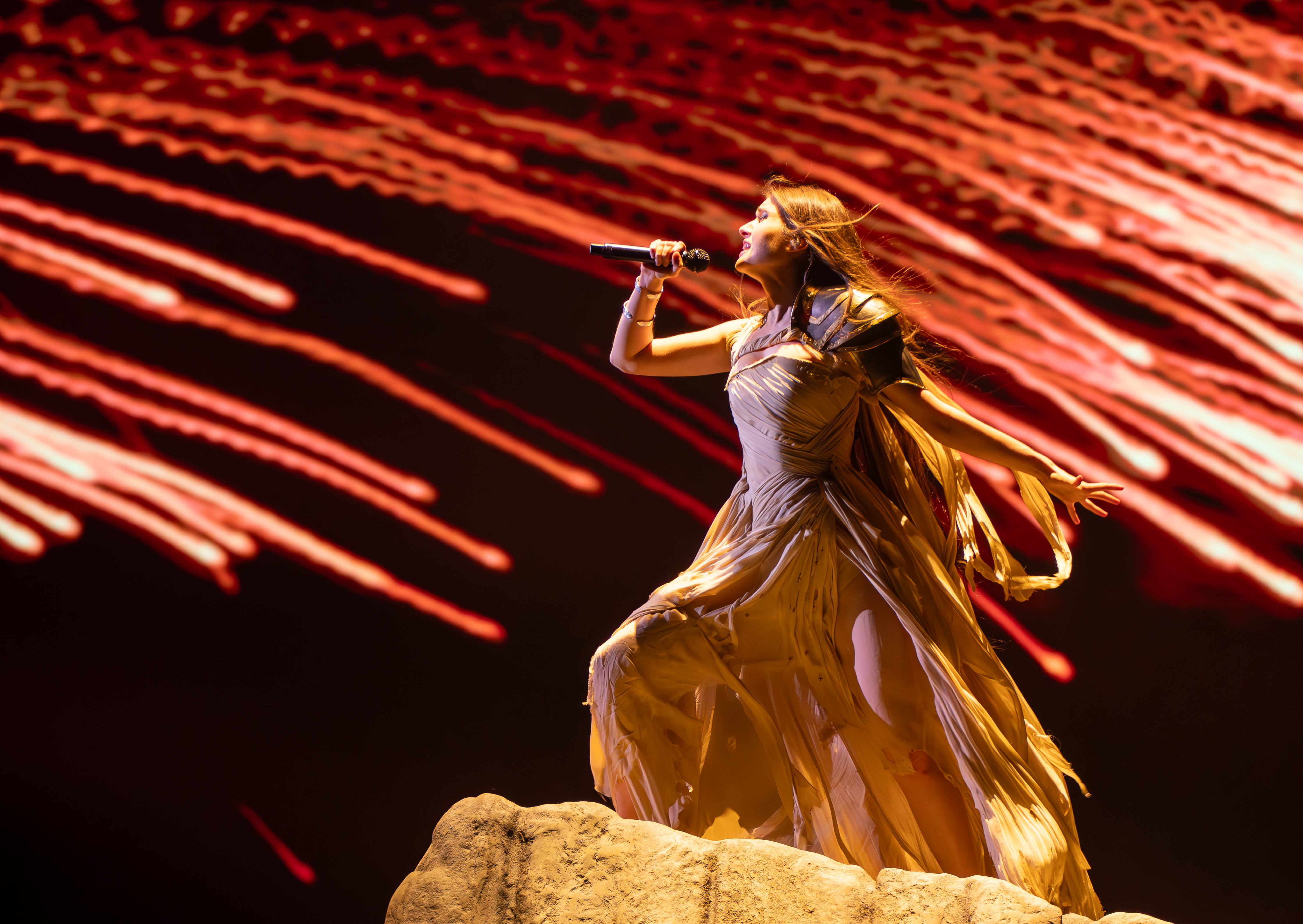
Jerry Heil на песенном конкурсе «Евровидение-2024»

20 декабря 2022 года Яна приняла участие в украинском национальном отборе на музыкальный конкурс «Евровидение-2023» и заняла 3 место. 27-летняя украинская певица получила 8 баллов от судей и 9 баллов от зрителей.
Вместе с певицей Alyona Alyona участвовала в национальном отборе на «Евровидение-2024» с песней «Teresa & Maria». Одержав победу, девушки получили право представлять Украину. На конкурсе песни в Мальмё они заняли 3-е место, получив 146 баллов от жюри и 307 баллов от зрителей.
В 2024 году вошла в рейтинг «30 самых перспективных украинцев до 30 лет» по версии Forbes (в категории «Культурная индустрия»).

### 2025 — настоящее время: Грэмми, «Архетипи», Евровидение-2025
В феврале 2025 года песня Jerry Heil «All Eyes On Kids» была номинирована на музыкальную премию Грэмми 2025 года в категории Best Song For Social Change. В апреле того же года певица анонсировала новый альбом «Архетипи», который вышел 2 мая. В него вошло 16 треков.
13 мая 2025 года вместе с участниками Евровидения 2024 — Мариной Сатти, Silvester Belt, Iolanda, выступила в интервал-акте первого полуфинала Евровидения 2025 в Базеле, Швейцария. Они исполнили песню «Ne partez pas sans moi», с которой Селин Дион победила на конкурсе 1988. Кроме того, в финале Jerry Heil, в качестве глашатая, объявила баллы жюри от Украины.
16 мая 2025 года вместе с группой Within Temptation выпустили совместную песню «Sing Like A Siren».

## Музыкальный стиль
Джерри Хейл пишет тексты на социальные темы, о своём личном жизненном опыте, истории других людей и окружающем мире. Свой жанр она описывает как «бытовой поп».

## Дискография

### Альбомы
| Название          | Подробности                                                                        |
| ----------------- | ---------------------------------------------------------------------------------- |
| #Я_ЯНА            | - Дата: 4 октября 2019 - Распространение: Best Music - Формат: Digital, потоковое  |
| МАНДАРИНИ І ОЛЕНІ | - Дата: 17 декабря 2021 - Распространение: Best Music - Формат: Digital, потоковое |

### Мини-альбомы
| Название                         | Подробности                                                                                     |
| -------------------------------- | ----------------------------------------------------------------------------------------------- |
| Де мій дім                       | - Дата: 27 октября 2017 - Распространение: Vidlik Records - Формат: Digital, потоковое          |
| Особисте                         | - Дата: 9 апреля 2021 - Распространение: Vidlik Records - Формат: Digital, потоковое            |
| Dai Boh (вместе с Alyona Alyona) | - Дата: 26 августа 2022 - Распространение: Columbia Records / ENKO - Формат: Digital, потоковое |
| MARIA                            | - Дата: 11 июля 2024 - Распространение: NOVA MUSIC - Формат: Digital, потоковое                 |

### Синглы
| Год                                      | Название                                                | Самая высокая позиция в чарте | Альбом              |
| Год                                      | Название                                                | UKR                           | Альбом              |
| ---------------------------------------- | ------------------------------------------------------- | ----------------------------- | ------------------- |
| 2017                                     | Де мій дім                                              | —                             | Де мій дім          |
| 2017                                     | Небо                                                    | —                             | Де мій дім          |
| 2017                                     | Постіль                                                 | —                             | Де мій дім          |
| 2017                                     | Надію                                                   | —                             | Де мій дім          |
| 2019                                     | #ОХРАНА, ОТМЄНА                                         | 5                             | #Я_ЯНА              |
| 2019                                     | #НАТВЕРКАЙ                                              | —                             | #Я_ЯНА              |
| 2019                                     | #ВІЛЬНА_КАСА                                            | 14                            | #Я_ЯНА              |
| 2019                                     | #БІЛІ_КРОСИ                                             | —                             | #Я_ЯНА              |
| 2019                                     | #КУБІКИ_РУБІКА                                          | —                             | #Я_ЯНА              |
| 2019                                     | #ПЙАНА_ЖІНКА                                            | —                             | #Я_ЯНА              |
| 2019                                     | #ХОСТЕЛ_МОНСТРІВ                                        | —                             | #Я_ЯНА              |
| 2019                                     | #ХУБАКАР                                                | —                             | #Я_ЯНА              |
| 2019                                     | Вічність                                                | —                             | Внеальбомные синглы |
| 2019                                     | #РЕЦЕПТ_САЛАТА_НЄВЄСТА                                  | —                             | Внеальбомные синглы |
| 2019                                     | #МОЯ_ДИТЯЧА_МРІЯ                                        | —                             | Внеальбомные синглы |
| 2020                                     | Vegan                                                   | —                             | Внеальбомные синглы |
| 2020                                     | #Небейбі                                                | 24                            | Внеальбомные синглы |
| 2020                                     | #Нінадонтстрес                                          | 37                            | Внеальбомные синглы |
| 2020                                     | Провінція                                               | —                             | Внеальбомные синглы |
| 2020                                     | #Chewing                                                | —                             | Внеальбомные синглы |
| 2020                                     | #Блогер                                                 | —                             | Внеальбомные синглы |
| 2020                                     | #Бомба_ракета_пушка_граната                             | —                             | Внеальбомные синглы |
| 2021                                     | #КРІНЖ_ВИКРАДАЧРІЗДВА                                   | —                             | Внеальбомные синглы |
| 2021                                     | #АРИФМЕТИКА_КОХАННЯ                                     | —                             | Внеальбомные синглы |
| 2021                                     | #ГОЛОЮ                                                  | —                             | Особисте            |
| 2021                                     | #LULLABY (#КОЛИСКОВА)                                   | —                             | Особисте            |
| 2021                                     | #ОВЕРДРУЖБА_НЕДОСЕКС                                    | —                             | Особисте            |
| 2021                                     | #ДЕВОЧКА_ЛЮБОВЬ                                         | —                             | Особисте            |
| 2021                                     | #НЕ_ОРИ_МАМ                                             | —                             | Особисте            |
| 2021                                     | #ОСОБИСТЕ                                               | —                             | Особисте            |
| 2021                                     | Плакса (вместе с Анной Тринчер)                         | —                             | Внеальбомные синглы |
| 2021                                     | Apple — Man (с/кф «Apple-Man»)                          | —                             | Внеальбомные синглы |
| 2021                                     | #ЗДН                                                    | —                             | Внеальбомные синглы |
| 2021                                     | #ВЕГАН                                                  | —                             | Внеальбомные синглы |
| 2021                                     | Intro. #СВЯТО_НАБЛИЖАЄТЬСЯ                              | —                             | МАНДАРИНИ І ОЛЕНІ   |
| 2021                                     | #КРІНЖ                                                  | —                             | МАНДАРИНИ І ОЛЕНІ   |
| 2021                                     | #ДІД_ВМОРОЗ                                             | —                             | МАНДАРИНИ І ОЛЕНІ   |
| 2021                                     | ТУК ТУК ТУК                                             | —                             | МАНДАРИНИ І ОЛЕНІ   |
| 2021                                     | #ВІЧНІСТЬ                                               | —                             | МАНДАРИНИ І ОЛЕНІ   |
| 2021                                     | #ОЛЕНІ (вместе с группой ТіК)                           | 167                           | МАНДАРИНИ І ОЛЕНІ   |
| 2021                                     | #НЕТВОЯ                                                 | —                             | МАНДАРИНИ І ОЛЕНІ   |
| 2021                                     | #ЕКСА_В_ГІВЕВЕЙ (вместе с Анной Тринчер)                | 54                            | МАНДАРИНИ І ОЛЕНІ   |
| 2021                                     | #ОСЬ_ТИ_ІБІСИШСЯ: OUTTRO                                | —                             | МАНДАРИНИ І ОЛЕНІ   |
| 2022                                     | #ПОШТА                                                  | 178                           | Внеальбомные синглы |
| 2022                                     | #МОСКАЛЬ_НЕКРАСІВИЙ (вместе с Веркой Сердючкой)         | 15                            | Внеальбомные синглы |
| 2022                                     | Разом до перемоги (вместе с Олей Поляковой и Dorofeeva) | —                             | Внеальбомные синглы |
| 2022                                     | В пустій кімнаті (вместе с Yaktak)                      | 63                            | Внеальбомные синглы |
| 2022                                     | #МРІЯ                                                   | 84                            | Внеальбомные синглы |
| 2022                                     | Кохайтеся Чорнобриві                                    | —                             | Внеальбомные синглы |
| 2022                                     | Nakanaide Ukraina                                       | —                             | Внеальбомные синглы |
| 2022                                     | ДУШЕВНА ПА-ДАМАШНЄМУ (вместе с Emdivity и Леся Никитюк) | —                             | Внеальбомные синглы |
| 2022                                     | Viter viie (вместе с Alyona Alyona и Gedz)              | —                             | Dai Boh             |
| 2022                                     | Dai Boh (вместе с Alyona Alyona и Моника Лю)            | 190                           | Dai Boh             |
| 2022                                     | KUPALA (вместе с Alyona Alyona и ela.)                  | 14                            | Dai Boh             |
| 2022                                     | Zozulia (вместе с Alyona Alyona и Ginger Mane)          | —                             | Dai Boh             |
| 2022                                     | #НЕСЕСТРИ (вместе с Mama)                               | —                             | Внеальбомные синглы |
| 2022                                     | #ТАТО                                                   | —                             | Внеальбомные синглы |
| 2022                                     | КОЗАЦЬКОМУ_РОДУ                                         | 88                            | Внеальбомные синглы |
| 2022                                     | Posmakuj (вместе с Alyona Alyona и Trill Pem)           | —                             | Внеальбомные синглы |
| 2022                                     | When God Shut the Door                                  | —                             | Внеальбомные синглы |
| 2022                                     | Екзамен (вместе с Alyona Alyona)                        | —                             | Внеальбомные синглы |
| 2023                                     | BRONIA (вместе с Охман)                                 | —                             | Внеальбомные синглы |
| 2023                                     | На небі ні зорі                                         | —                             | Внеальбомные синглы |
| 2023                                     | Стіни (вместе с Kalush)                                 | —                             | Внеальбомные синглы |
| 2023                                     | БЛАГОСЛОВЕННА ЗЕМЛЯ                                     | —                             | Внеальбомные синглы |
| 2023                                     | BRACIA (вместе с Przyłu)                                | —                             | Внеальбомные синглы |
| 2023                                     | Call me freedom                                         | —                             | Внеальбомные синглы |
| 2023                                     | ТРИ ПОЛОСИ                                              | 54                            | Внеальбомные синглы |
| 2023                                     | Щедра ніч (вместе с Alyona Alyona и Kola)               | 91                            | Внеальбомные синглы |
| 2023                                     | МАЛАНКА                                                 | —                             | Внеальбомные синглы |
| 2024                                     | ПОДОЛЯНОЧКА (GET UP) (вместе с Alyona Alyona)           | —                             | Внеальбомные синглы |
| 2024                                     | Teresa & Maria (вместе с Alyona Alyona)                 | 2                             | MARIA               |
| 2024                                     | INTRO                                                   | —                             | MARIA               |
| 2024                                     | AVE MARIA                                               | —                             | MARIA               |
| 2024                                     | VIRGIN MARIA                                            | —                             | MARIA               |
| 2024                                     | ГУБИ У ГУБАХ (вместе с Владимиром Дантесом)             | 19                            | Внеальбомные синглы |
| 2024                                     | #AllEyesOnKids                                          | —                             | Внеальбомные синглы |
| 2024                                     | WABI-SABI (вместе с Юлией Саниной)                      | —                             | Внеальбомные синглы |
| 2024                                     | СНІГ                                                    | —                             | Внеальбомные синглы |
| «—» означает, что сингл не вошёл в чарт. |                                                         |                               |                     |

### Песни, написанные Яной для других исполнителей
| Год  | Песня                  | Исполнитель     | Альбом            | В соавторстве с    |        |
| ---- | ---------------------- | --------------- | ----------------- | ------------------ | ------ |
| 2019 | «Волосы цвета пшеницы» | Яна Брилицкая   | Ожидается         | н/д                | [ 6 ]  |
| 2019 | «Я не святая»          | Вера Брежнева   | Сингл без альбома | Константин Меладзе | [ 24 ] |
| 2019 | «Теперь тебя 30»       | Владимир Дантес | Ожидается         | Владимир Дантес    | [ 50 ] |
| 2019 | «Богиня»               | Злата Огневич   | Богиня            | н/д                | [ 51 ] |
| 2020 | «Более или менее»      | Владимир Дантес | Ожидается         | Владимир Дантес    | [ 50 ] |
| 2020 | «Неадекват»            | Вера Брежнева   | V.                | Константин Меладзе | [ 52 ] |
| 2020 | «Беременяшка»          | Lauta           | Ожидается         | н/д                | [ 53 ] |

### Песни, записанные с участием Джерри Хейл
| Год  | Название                                                        | Самая высокая позиция в чарте | Альбом              |
| Год  | Название                                                        | UKR                           | Альбом              |
| ---- | --------------------------------------------------------------- | ----------------------------- | ------------------- |
| 2016 | Електрична зима (вместе с ARLETT)                               | —                             | Внеальбомные синглы |
| 2019 | Ми одне (вместе с Cloudless)                                    | —                             | Маяк                |
| 2020 | Хо хо хо (вместе с Morphom)                                     | —                             | Внеальбомные синглы |
| 2021 | Хвилi (вместе с Kalush)                                         | 80                            | Внеальбомные синглы |
| 2022 | Рідні мої (вместе с Alyona Alyona)                              | 7                             | Внеальбомные синглы |
| 2022 | Чому? (вместе с Alyona Alyona)                                  | 54                            | Внеальбомные синглы |
| 2023 | Зірка (вместе с KOZAK SIROMAHA и Gordiy Starukh)                | –                             | Внеальбомные синглы |
| 2024 | Той день (OE30 Edition) (із Океан Ельзи, Yaktak, Kola и SHUMEI) | –                             | Внеальбомные синглы |

## Музыкальные видео
| Год  | Название            | Режиссёр                        |
| ---- | ------------------- | ------------------------------- |
| 2018 | «Постель»           | Юрий Движон                     |
| 2019 | «Свободная касса»   | Дмитрий Манифест Дмитрий Шмурак |
| 2019 | «Моя детская мечта» |                                 |

## Награды и номинации
| Год  | Номинировано     | Номинация              | Премия             | Результат |               |
| ---- | ---------------- | ---------------------- | ------------------ | --------- | ------------- |
| 2019 | «Охрана, отмєна» | Сингл года             | Jager Music Awards | Победа    | [ 54 ]        |
| 2019 | Jerry Heil       | Открытие Viva!         | Выбор Viva!        | Победа    | [ 55 ]        |
| 2020 | «Охрана, отмєна» | Лучшая песня           | YUNA               | Номинация | [ 56 ]        |
| 2020 | Jerry Heil       | Лучшая исполнительница | YUNA               | Номинация | [ 56 ]        |
| 2020 | Jerry Heil       | Открытие года          | YUNA               | Победа    | [ 56 ]        |
| 2021 | Jerry Heil       | Лучшая исполнительница | YUNA               | Номинация |               |
| 2023 | Jerry Heil       | Public Choice Award    | MME Awards 2023    | Победа    | [ 57 ] [ 58 ] |
| 2024 | Jerry Heil       | Best Artistic Vision   | Eurovision Awards  | Победа    | [ 59 ]        |

## Фильмография

### Дубляж
| Год  | Название      | Роль   |        |
| ---- | ------------- | ------ | ------ |
| 2019 | Семья Адамсов | Бетани | [ 60 ] |

## Общественная и другая деятельность
25 сентября 2019 года Яна презентовала музыкальное видео на песню «Моя детская мечта» для благотворительного проекта «Сверши мечту». Видео было создано на основе рисунков с детскими мечтаниями, собранных благотворительным проектом. Она также передала проекту авторские права на песню, как сказала Хейл, «для того, чтобы её могли максимально широко использовать для благой цели».
20 марта 2022 года Jerry Heil и Тина Кароль приняли участие в масштабной акции в поддержку Украины. Большой благотворительный концерт «Вместе с Украиной», в котором приняли участие польские и украинские артисты, прошёл в польском городе Лодзь. Вместе с польским хором Яна спела свою песню «Гимн Молодёжи» в несколько обновлённом варианте. Второй куплет певица перевела на английский язык. Акцию транслировали по телевидению более чем в 50 странах мира. Денежные средства, собранные благодаря событию, передали Польской Гуманитарной Акции, которая оказывает помощь украинскому народу с 2014 года. Ведущий концерта Марцин Прокоп сообщил, что во время концерта только благодаря SMS-сообщениям в поддержку Украины было собрано 1 614 000 злотых (11 163 374 гривен).
Весной 2024 года участники делегации, в состав которой входили Jerry Heil и Alyona Alyona, были оштрафованы за появление в футболках, содержащих политический лозунг FREE AZOVSTAL DEFENDERS («Свободу защитникам „Азовстали“»), во время финала международного музыкального конкурса «Евровидение-2024», де-факто проигнорировав запрет, наложенный организаторами мероприятия, на проведение каких-либо политических акций. Позднее Alyona Alyona пояснила, что мотивом данного поступка со стороны артистов являлась поддержка украинских военнослужащих, в том числе бригады «Азов», попавших в плен к российской армии во время боевых действий на заводе «Азовсталь» в марте 2022 года.

## Скандалы
В августе 2018 года компания «Комп Мюзик Паблишинг» (лицензиат Universal Music Publishing Group в/на Украине) пригрозила пожаловаться на YouTube-канал Джерри Хейл за неправомерное использование авторских прав, поскольку у неё не было разрешения на публикацию кавер-версии трека «Believer» американской группы Imagine Dragons. Впоследствии компания настояла, чтобы с канала были удалены все каверы на песни из каталога Universal Music и потребовала несколько тысяч гривен штрафа за права на «Believer». Затем компания подала ещё две жалобы на канал, в результате чего он был закрыт.
В конце концов, за дело взялся видеолейбл AIR Music, партнёром которого является Хейл. На встрече между руководителями видеолейбла, «Комп Мюзик» и юристами был заключён договор. В результате переговоров штрафы для Хейл были уменьшены, также была согласована сумма лицензий на три трека, авторские права по которым были нарушены. «Комп Мюзик Паблишинг» отозвал жалобы, а канал был снова открыт.